# ГЭС Мальпасо
ГЭС «Нецауалкойотль» (также Мальпасо) — гидроэлектростанция, расположенная на реке Грихальва в Центральном регионе штата Чьяпас, Мексика, недалеко от границы с Табаско и Веракрусом.
Одна из крупнейших гидроэлектростанций Мексики. Была первой из нескольких крупных ГЭС, построенных на реке Грихальва, и имеет второе по величине водохранилище в Мексике после Белисарио Домингес. Плотина возведена в 1960-х годах, что привело к повышению уровня реки, и к затоплению многих гектаров тропических лесов и сельскохозяйственных угодий, различных населённых пунктов, а также археологических памятников (бывший город Кечула, чья доминиканская церковь XVI века открывается, когда уровень воды снижается, и Сан-Исидро, где находится одно из двух известных двойных мезоамериканских полей для игры в мяч). Ввод в эксплуатацию электростанции мощностью 1080 МВт начался в 1969 году и завершился в 1977 году. Строительство водохранилища и последующее строительство федеральной трассы стимулировали экотуризм в этом районе.
Находится в управлении Технического комитета по эксплуатации гидроэлектростанций, в состав которого входят, среди прочего, Федеральная комиссия по электроснабжению Конагуа и Инженерный институт Национального автономного университета Мексики (UNAM).
Панорамный вид на водохранилище и его окрестности открывается с оборудованной смотровой площадки. Плотина и водохранилище расположены в горном центральном регионе штата, в основном в муниципалитетах Текпатан и Окосокоаутла, в 139 км к северо-западу от Тустла-Гутьеррес. Климат в этом районе жаркий и влажный. Больше всего осадков выпадает в период с июня по ноябрь, который также является самым жарким месяцем. Среднегодовая температура составляет 25 °C. Экология района преимущественно представлена высокоствольными тропическими лесами, большая часть которых относится к биосферному заповеднику Сельва-Эль-Окоте. Этот район считается территорией народа соке, но здесь также проживают общины цоцилей.
Возведение плотины началось в 1959 году и было в основном завершено к 1964 году, а окончательное закрытие водохранилища было завершено в 1966 году. Её строительством занимался консорциум из семи компаний Cía Raudales. Строительство велось в четыре основных этапа: река была отведена через туннели в обе стороны от её прежнего русла. Туннелей было пять, был возведён подъездной мост с одной стороны. Отведение воды в туннели и перекрытие реки в её прежнем русле позволило начать строительство плотины. Конструкция плотины была завершена в 1964 году, закрытие туннелей перенаправило воду реки в водохранилище, полностью запечатанное плотиной.
Поднявшаяся вода покрыла не только пороги в этой части реки Грихальва, но также имевшиеся здесь термальные источники, тропический лес, среду обитания животных, сельскохозяйственные угодья, археологические памятники и различные населённые пункты, наиболее значительным из которых является Кечула. Кечула была владением соке, когда сюда в 1524 году прибыли испанцы. Они построили здесь доминиканскую церковь, Храм Сантьяго, (строительство было начато в 1564 году), церковь была затоплена вместе с остальной частью города после заполнения водохранилища. Однако каждый год в засушливый период, когда уровень воды падает, по крайней мере, часть этого сооружения снова бывает видна. Большая часть стен здания обрушилась, но стена с колокольней осталась. В первый раз, когда это произошло, местные жители решили провести мессу в старом городе. Историческая церковь до сих пор привлекает посетителей в этот район. Строительство плотины привело к переселению сотен семей в этом районе, большинство из которых переехало в общину под названием Нуэво-Кечула.
Перед строительством плотины территория была обследована в рамках проекта «Археологическое спасение». Одной из важнейших находок этого периода является обнаружение в 1965 году в Сан-Исидро месоамериканской площадки для игры в мяч. Поселение Сан-Исидро расположено в месте слияния рек Грихальва и Ла-Вента. Это площадка интересна тем, что имеет двойную, почти квадратную, форму размером 80х60 метров, и обнесена традиционными наклонными стенами. В центре площадки находится разделительная полоса, образующая две вспомогательные площадки. Сегодня эта площадка находится под водами водохранилища.
Район ГЭС жаркий и влажный, с обильным количеством осадков, которые в основном приходят из Мексиканского залива через штат Табаско. На количество осадков в этом районе также сильно влияют погодные явления в Эль-Ниньо и Ла-Нинья, которые могут значительно повышать или понижать уровень водохранилищ и количество воды, вытекающей из них через плотины. Мальпасо — ближайшая к плоским поймам Табаско плотина, ближе расположена только плотина поменьше — Пеньитас.
Плотины водохранилища служат средством контроля разлива реки на пути в штат Табаско, при переполнении водохранилища возникает необходимость сбрасывать большие объемы воды. Чаще всего это происходит в конце лета и осенью, в период сильных дождей. Эта вода попадает в плоские, медленно дренирующие поймы Табаско, включая его столицу Вильяэрмосу, и вызывает серьезные проблемы. В 1970 году заиленный бассейн был серьезно повреждён во время наводнения, мощность которого была на 20 % меньше проектной. Колебания давления привели к тому, что каменные плиты оторвались от своих якорей. Последние крупные наводнения в этих местах произошли в 2007 и 2008 годах. Необычайно сильный дождь не только переполнил водохранилище, затопив около 400 городов в этом районе в 2007 году. В 2008 году затоплены были двадцать две общины в районе плотины, и когда вода наконец снова потекла свободно, сильное наводнение произошло в Табаско, особенно в Накахуке. В 2008 году Comisión Federal de Electricidad, владелец плотины, остановил работы на плотине, чтобы завершить второй этап проекта канала, предназначенного для снижения объема хранения в водохранилище плотины. Строительство канала проходило в три этапа, он был прорыт через оползень между плотиной и плотиной Пенитас ниже по течению. К концу третьего этапа пропускная способность канала составит 3500 м3/с (123 601 куб. фут/с).
Строительство плотины и последующие инфраструктурные проекты способствовали развитию экотуризма в этом районе. Большая часть водохранилища находится на территории биосферного заповедника Эль-Окоте, зоны высоких тропических лесов. Это один из важнейших заповедников на юге Мексики благодаря своим размерам и биологическому разнообразию. Федеральное правительство инвестировало в развитие экотуризма в этом районе, например, в заповедник Jun Jnopbentik, которым управляют восемь местных организаций эхидо. Еще одной достопримечательностью, связанной с речной системой водохранилища, является каньон Ла-Вента, который является частью реки Ла-Вента, питающей водохранилище, а также частью заповедника Эль-Окоте. Рядом с мостом Чьяпаса, частью крупной федеральной автомагистрали, построенной в этом районе после строительства плотины, находится центр экотуризма, который предлагает лодочные экскурсии, пешие походы, верховую езду и кемпинг, а также несколько ресторанов для прохожих, предлагающих рыбу из этого района.